# 丘晨波
丘晨波（1917年1月—2008年7月），名应柏，學名晨波，生于中國广东蕉岭，祖籍福建彰化東勢角（今台灣臺中市東勢區），制药专家。

## 生平
父親丘璟為清末民初革命家丘逢甲之子，後過繼給三叔公丘樹甲。曾任广州羊城药厂高级工程师，台湾民主自治同盟总部理事会理事，药典委员会委员。